# G'MIC
G'MIC  est un framework libre et open source sous licence CeCILL, pour le traitement d'image développé par le laboratoire GREYC, affilié à l'ENSICAEN, à l'Université de Caen-Normandie et au CNRS. Il comporte un langage de script permettant des macros complexes. Il a été conçu à la base pour être utilisé en ligne de commande ou dans des scripts, mais il existe maintenant comme un greffon à Gimp, pour Krita (à partir de la version stable 3.2.0, sortie le 17 août 2017 via G'MIC-qt), pour Paint.net, pour Adobe Photoshop , pour  Affinity Photo et pour XnView (via le plug-in For 8bf Hosts) mais aussi EKD, Flowblade, Photoflow et Veejay, OpenFX, via le greffon G'MIC pour OpenFX.